# أصل الكلب المدجن

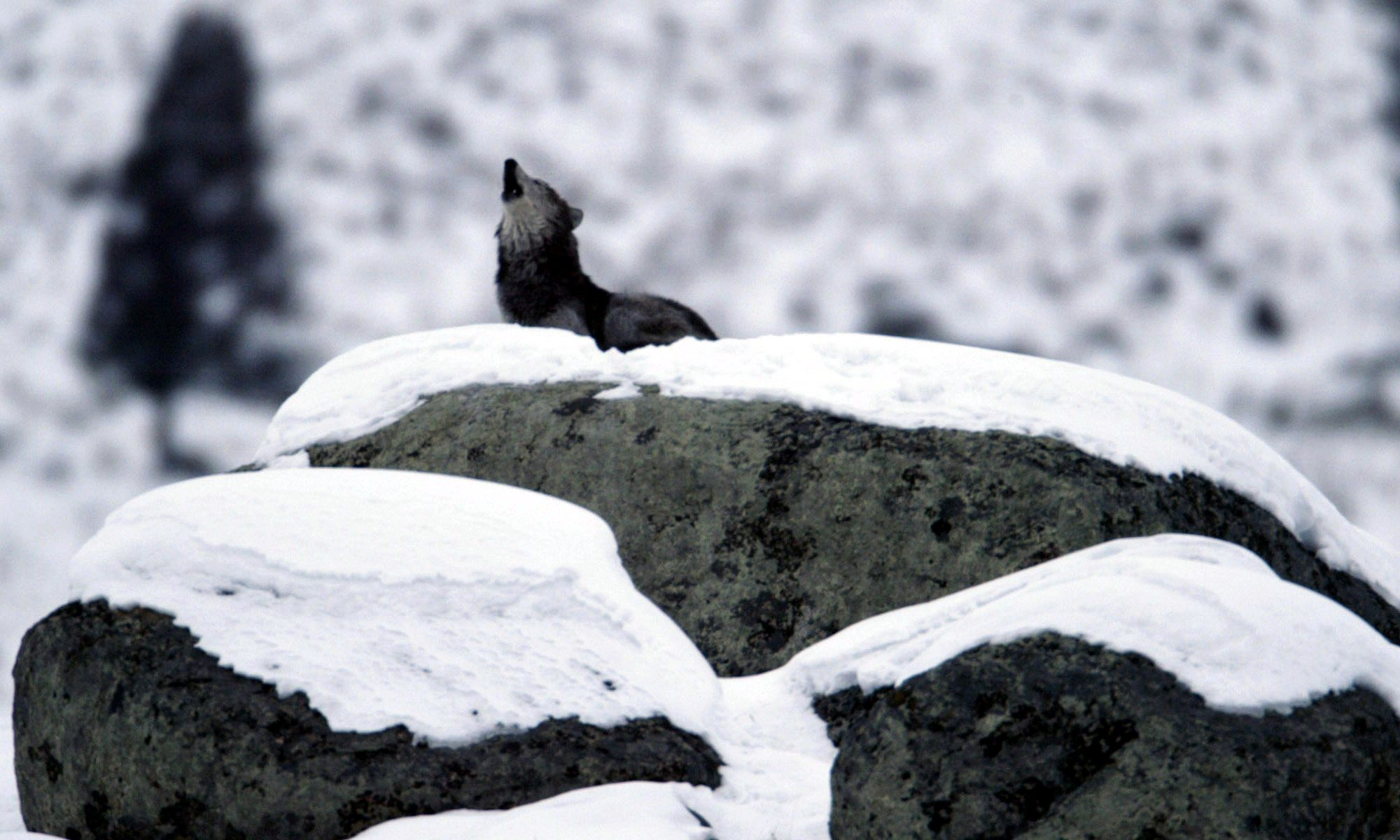

يشمل أصل الكلب المنزلي التباعد التطوري للكلب عن الذئب وتدجينه وتطوره إلى أشكال الكلاب وسلالات الكلاب. يُعد الكلب عضوًا في جنس الكانيس (الكلاب)، الذي يشكل جزءًا من الكانيدات (الثدييات) الشبيهة بالذئاب، وكان النوع الأول من الحيوانات اللاحمة الكبيرة الوحيد الذي دُجن. يُعد الكلب والذئب الرمادي الموجود حاليًا من الأصناف الشقيقة، لأن الذئاب الحديثة لا ترتبط ارتباطًا وثيقًا بمجموعات الذئاب التي دُجنت أولاً. ربما كان ذئب العصر البليستوسيني المنقرض هو سلف الكلب، مع تشابه الكلب مع الذئب الرمادي الموجود نتيجة الاختلاط الوراثي بين الاثنين.
حدث التباعد الوراثي بين الكلاب والذئاب منذ 40 - 20 ألف سنة، قبل أو خلال الذروة الجليدية الأخيرة. تمثل هذه الفترة الزمنية الحد الزمني الأعلى لبدء التدجين لأنه يمثل وقت التباعد وليس وقت التدجين، الذي حدث لاحقًا. بدء تدجين الحيوانات منذ 15 ألف سنة، بدايةً مع الذئب الرمادي عن طريق الصيادين والجامعين الرُّحل. يظهر السجل الأركيولوجي والتحليل الجيني بقايا كلب بون أوبيراكسل مدفونةً خلف البشر منذ 14200 سنة ليكون أول كلب لا جدال فيه، مع بقايا ما زالت محل نقاش حدثت منذ 36 ألف سنة.
يبقى مكان تدجين الكلب محل نقاش، ومع ذلك وجدت مراجعات الإنتاج الفكري للدليل أن أكثر الاقتراحات معقوليةً هي آسيا الوسطى وآسيا الشرقية وأوروبا الغربية. أصبح هذا الاقتراح أكثر تعقيدًا من خلال الاقتراحات الأخيرة التي تقول إن الذئاب البدائية انقسمت إلى مجموعات شرقية وغربية أوراسية. دُجنت تلك المجموعتين، قبل انقراضها، بصورة مستقلة إلى مجموعتين مميزتين من الكلاب بين 14 ألف إلى 6400 عام. استُبدلت مجموعة الكلاب الأوراسية الغربية تدريجيًا وجزئيًا بالكلاب شرق الآسيوية التي قدمها البشر منذ 6400 عام. يبقى هذا الاقتراح أيضًا محل شك.

## الكانيد والتطور البشري
قبل ستة ملايين عام، ونحو نهاية عصر الميوسين، أصبح مناخ الأرض أبرد تدريجيًا. أدى هذا إلى الدور الجليدي لعصر البليوسين والبليستوسين (العصر الحديث الأقرب)، والذين يُشار إليهما عامةً بالعصر الجليدي. في عدة مناطق، استُبدلت الغابات والسافانا بالسهب والأراضي العشبية، وفقط تلك الأنواع التي تكيفت مع تلك التغييرات نجت بحياتها.
في جنوب أمريكا الشمالية، كبرت ثعالب الغابات إلى حجم أكبر وتكيفت بصورة أفضل على الركض، وبحلول نهاية العصر الميوسيني ظهر نوع الكانيس؛ أسلاف القيوط والذئاب والكلاب الأليفة. في أفريقيا الشرقية، حدث انقسام في الرئيسيات الكبيرة. بقي بعضهم على الأشجار، بينما نزل البعض الآخر من الأشجار وتعلموا المشي منتصبين، مطورين أدمغةً أكبر، وتعلموا في المنطقة الأكثر انفتاحًا على تجنب المفترسات بينما أصبحوا هم أنفسهم مفترسين. التقى أسلاف البشر وأسلاف الكلاب في نهاية المطاف في أوراسيا.
لم يعش البشر الصيادون الجامعون في خوف من الطبيعة وعلموا أنهم يشكلون خطرًا هائلًا لأي مفترس محتمل. في العصر الحالي، يتشارك شعب الجواسي في ناميبيا أرضهم مع زمرة من الأسود. تعايش كلا النوعين باحترام ودون خوف أو اعتداء في علاقة قد تعود إلى بداية الإنسان المعاصر. يُعد الأسد مفترسًا أكبر وأخطر بكثير من الذئب. قد يكون البشر المعاصرون الأوائل، الذين دخلوا أوراسيا وواجهوا أولًا قطعان الذئاب، ساعدوا في العيش ضمن تلك القطعان بسبب الاعتقادات التقليدية لأسلافهم الأفارقة. في الأوقات التاريخية، يمكن العثور على الاحترام والتعاون المتبادل مع الكانيدس في قصص وتقاليد السكان الأصليين لسيبيريا وآسيا الشرقية وأمريكا الشمالية وأستراليا.
يقول مارك دير:
«كانت حيوانات منفردة وكذلك البشر، من وجهة نظرنا، في عملية بيولوجية وثقافية تضمنت ربط ليس فقط حيواتها بل المصير التطوري لورثتها بطرق -لا بد أن نفترضها- لم يكن أبدًا بإمكانها تخيلها».

## التباعد عن الذئاب
بدأ تدجين الحيوانات منذ 15 ألف عام قبل الحاضر، بدايةً مع الذئب الرمادي عن طريق الصيادين الجامعين الرُحل. بدأت عملية التدجين بعد ذلك بالتطور. اتبع الذئب الرمادي على الأغلب المسار المشترك للتدجين. متى وأين وكم من الوقت استغرقت عملية تدجين الذئب الرمادي تبقى محل نقاش، بسبب العثور على عدد صغير من عينات، وتبقى الأركيولوجيا والجنيات تقدمان أدلةً متصارعة. لعل أكثر الأدلة قبولًا على نطاق واسع، أن بقايا الكلاب الأوائل تعود إلى 15 ألف عام قبل الحاضر، إلى كلب بون أوبيراكسل. وُصفت البقايا التي تعود إلى 30 ألف عام قبل الحاضر على أنها كلاب العصر الحجري القديم، ومع ذلك يبقى وضعها ككلاب أو ذئاب محل نقاش. تشير الدراسات الحديثة إلى أن التباعد الجيني بين الكلاب والذئاب حدث قبل 20-40 ألف عام قبل الحاضر، ومع ذلك يُعتبر هذا الحد الزمني الأعلى للتدجين لأنه يمثل زمن التباعد وليس زمن التدجين.

### توقيت التباعد الجيني
لا يشير التاريخ المقدر للتباعد التطوري للسلالات المدجنة من السلالات البرية بالضرورة إلى بدء عملية التدجين ولكنه يوفر حدًا أعلى. يقدر تباعد السلالة التي أدت إلى ظهور الحصان المدجن من السلالة التي أدت إلى حصان برزيوالسكي الحديث أنه حدث حوالي 45 ألف سنة قبل الحاضر ولكن السجل الأركيولوجي يشير إلى 5500 عام قبل الحاضر. قد يكون التباعد ناتجًا عن أن المجموعات البرية الحديثة ليست السلف المباشر للحيوانات المدجنة، أو بسبب الاختلاف الناجم عن التغيرات في المناخ أو التضاريس أو التأثيرات البيئية الأخرى. يشار إلى أن وقت التباعد التطوري للذئب والكلب قد حدث ما بين 20 إلى 60 ألف عام قبل الحاضر ولكن هذا لا يعني أن التدجين حدث خلال هذه الفترة.

#### الجغرافية الحيوية القديمة
خلال تجلّد العصر البليستوسيني المتأخر، امتدت سهوب الماموث الشاسعة من إسبانيا باتجاه الشرق على امتداد أوراسيا وعبر جسر بيرنغ البري إلى ألاسكا ويوكون. تميز العصر الجليدي المتأخر بسلسلة من التذبذبات المناخية الحادة والسريعة مع تغيرات إقليمية في درجات الحرارة تصل إلى 16 درجة مئوية، والتي ارتبطت بالانقراضات الضخمة. لا يوجد دليل على أن الانقراض الضخم حدث في الذروة الجليدية الأخيرة، ما يشير إلى أن زيادة البرد والتجلد لم تكن عوامل لذلك الانقراض. يبدو أن العديد من الأحداث تسببت في الاستبدال السريع لأحد الأنواع بآخر داخل نفس الجنس، أو أحد المجموعات بأخرى داخل نفس النوع، عبر مساحة واسعة. انقرضت أيضًا بعض الأنواع، وذات الامر بالنسبة للحيوانات المفترسة التي تعتمد عليها (الانقراض المشترك).
صيغ منشأ أصل الكلاب في الجغرافية الحيوية القديمة من أعداد الذئاب خلال العصر البليستوسيني المتأخر. عُثر على أقدم أحافير للكانيس لوبوس فيما كان في وقت من الأوقات شرق برينجيا في أولد كرو، يوكون، كندا وفي كريبل كريك سومب، فيربانكس، ألاسكا. لم يُتفق على عمرها ولكن يمكن أن يكون مليون عام قبل الحاضر. كان هناك تنوع مورفولوجي كبير بين الذئاب الرمادية في العصر البليستوسيني المتأخر. تعتبر هذه الذئاب أكثر قوةً من حيث عظام الفك من الذئاب الرمادية الحديثة، وغالبًا ما يكون ذلك مع خطم قصير، والتطور الواضح للعضلة الصدغية والضواحك القوية. اقتُرح أن تكون هذه الميزات عبارة عن تكيفات متخصصة لمعالجة الذبيحة والعظام المرتبطة بالصيد والتغذي على أي طعام لحيوانات البليستوسين الضخمة. مقارنة مع الذئاب الحديثة، أظهرت بعض الذئاب البليستوسينية زيادةً في كسور الأسنان مشابهًا لذلك الذي شوهد في الذئب الرهيب المنقرض. يشير هذا إلى أن هذه الذئاب تعالج الذبائح غالبًا، أو أنها تتنافس مع الحيوانات آكلة اللحوم الأخرى وتحتاج إلى تستهلك فريستها بسرعة. يشير تواتر وموقع كسور الأسنان الموجودة في هذه الذئاب مقارنةً بالضباع المرقطة الحديثة إلى أن هذه الذئاب كانت عبارة عن كاسرة عظام اعتيادية.

#### الفترة الزمنية
تشير الدراسات الجينية إلى أن الذئب الرمادي هو أقرب قريب للكلب، دون وجود دليل مساهمة لأي نوع من أنواع الكلاب. أعطت محاولة لإعادة بناء سلالة الكلب من خلال التحليل التطوري لتسلسل الحمض النووي من الكلاب والذئاب الحديثة نتائجًا متضاربة لعدة أسباب. أولاً، تشير الدراسات إلى أن ذئب العصر البلسوستيني المتأخر المنقرض هو أقرب سلف مشترك للكلب، وعليه لا تكون الذئاب الحديثة هي السلف المباشر للكلب.
يقول روبرت ك. واين:
«كانت وجهة نظر قائمة لمدة طويلة، أن الذئب الرمادي الذي نعرفه اليوم كان موجودًا لمئات آلاف السنين وأن الكلاب اشتُقت منه. نحن متفاجئون جدًا أنهم ليسوا كذلك».
ثانيًا، حدث التباعد الجيني بين الكلب والذئاب الحديثة خلال فترة زمنية قصيرة، لذا من الصعب تحديد وقت التباعد (يُشار إليه باسم تصنيف السلالة غير المكتمل). تعقد ذلك بصورة أكبر من خلال التهجين الذي حدث بين الكلاب والذئاب منذ التدجين (يُشار إليه باسم انسياب المورثات ما بعد التدجين). أخيرًا، كان هناك عشرة آلاف جيل فقط من الكلاب منذ التدجين، لذا فإن عدد الطفرات بين الكلب والذئب قليل وهذا يجعل توقيت التدجين صعب التحديد.
في عام 2013، أشارت السلسلة الجينومية الكاملة للكلاب والذئاب المعاصرة إلى أن توقيت التباعد يعود إلى 32 ألف سنة قبل الحاضر. في عام 2014، أشارت دراسة أخرى إلى ان التوقيت يعود إلى 11-16 ألف عام قبل الحاضر. نُشرت أول مسودة للتسلسل الجينومي للكلب البليستوستيني عام 2015. ينتمي ذئب شبه جزيرة تايميار إلى مجموعة تباعدت عن أسلاف كل من الكلاب والذئاب الحديثة. يشير التأريخ بالكربون المشع إلى أن عمره يعود إلى 35 ألف عام قبل الحاضر، ويمكن استخدام هذا العمر بعد ذلك لإعادة معايرة نسبة الطفرات في الذئب، ما يشير إلى أن التباعد الجيني بين الكلاب والذئاب حدث قبل آخر ذروة جليدية، بين 40 إلى 27 ألف عام قبل الحاضر. عندما طُبقت نسبة الطفرات تلك على توقيت دراسة عام 2014، أعطت الدراسة النتيجة ذاتها؛ بين 40 إلى 27 ألف عام قبل الحاضر.
في عام 2018، خلصت دراسة إلى أن الذئاب المعاصرة انحدرت من مجموعة واحدة امتدت خارج بيرجيا من 25 ألف عام، ونتج هذا عن التغير البيئي الضخم الذي حدث خلال نهاية العصر البلسوستيني المتأخر. يدل هذا على أن الكلب تباعد في فترة قريبة من ذلك الوقت.

### مكان التباعد الجيني

#### بناءً على الحمض النووي الحديث

##### آسيا الشرقية
وجدت دراسات جينية كثيرة أن الكلاب من جنوب شرق آسيا وجنوب الصين تظهر تباعد جيني أكبر من تلك الكلاب من مناطق أخرى، ما يشير إلى أن تلك المنطقة هي منطقة الأصل.
في عام 2002، وجدت دراسة أجريت على الدنا المتقدرة الأمومية أن هناك أنواعًا من الدنا المتقدرة الأمومية ذات نمط فرداني وجدت في شرق آسيا أكثر من أي منطقة أخرى من العالم. في عام 2009، وجدت دراسة تنوع المتقدرات مماثل في كلاب القرية الأفريقية. في نفس العام، أشارت دراسة أخرى إلى أنه يمكن العثور على أكبر تنوع من الدنا المتقدرة الأمومية في الكلاب الناشئة في الجنوب الشرقي لآسيا جنوب نهر اليانغتسي، ولا سيما مقاطعة يونان الصينية وجنوب شرق آسيا، ما يثير التساؤل حول الاكتشاف الأفريقي. في عام 2012، أشار تسلسل الدنا للكروموسوم واي إلى الجزء الجنوبي الغربي من جنوب شرق آسيا الذي يقع جنوب نهر اليانغتسي، والذي يضم جنوب شرق آسيا ومقاطعتي يونان وغوانغشي الصينية، بسبب التنوع الكبير لمجموعات الدنا للكروموسوم واي ذات المجموعات الفردانية الموجودة هناك.
في عام 2015، قورن تحليل الجينوم الكامل للكلاب الأصلية من الصين وحدودها مع فيتنام بالكلاب الأصلية من إفريقيا وسلالات الكلاب من مناطق أخرى. بناءً على التنوع الوراثي المرتفع للكلاب في شرق آسيا، خلصت الدراسة إلى أن الكلاب نشأت في جنوب شرق آسيا، والتي أعقبتها هجرة مجموعة فرعية من أسلاف كلاب قبل 15 ألف عام من الحاضر نحو الشرق الأوسط وأفريقيا وأوروبا، ثم وصلت إلى أوروبا قبل 10 آلاف عام من الحاضر. بعد ذلك، عادت إحدى هذه السلالات إلى شمال الصين وامتزجت بسلالات آسيوية مستوطنة قبل الهجرة إلى الأمريكتين.
خضع الطرح الذي يقول إن الأصل يعود إلى شرق آسيا للتمحيص نظرًا لوجود حفريات للكلاب في أوروبا يرجع تاريخها إلى حوالي 15 ألف عام قبل الحاضر وفي أقصى شرق روسيا تعود إلى 12 ألف عام قبل الحاضر. كان الجواب أن الدراسات الأركيولوجية في شرق آسيا تتخلف عن تلك الموجودة في أوروبا، وأن الظروف البيئية في جنوب شرق آسيا لا تدعم الحفاظ على الحفريات. رغم العثور على الأشكال البدائية للكلب في أوروبا في الماضي، تشير الأدلة الوراثية إلى أنها استُبدلت لاحقًا بكلاب هاجرت من جنوب شرق آسيا. يعني هذا ان هناك أصلين للكلب.
في عام 2017، وجدت مراجعة فكرية أن هذه الدراسة أخذت عينات فقط من الكلاب الأصلية في شرق آسيا وقارنت أنماطها في التنوع الجيني بأنماط سلالات الكلاب من مناطق جغرافية أخرى. بما أنه من المعروف أن الاختناقات الوراثية المرتبطة بتكوين السلالات تقلل بشدة من التنوع الجيني، لم تكن هذه مقارنةً مناسبة. كما ذكر مؤلف الدراسة: «يمكن أن تتأثر مثل هذه الاختلافات الدرامية في التنوع الوراثي بالتاريخ القديم والحديث لزواج الأقارب».

##### الشرق الأوسط وأوروبا
في عام 2010، أشارت دراسة باستخدام أشكال متعددة النوكليوتيدات إلى أن الكلاب نشأت في الشرق الأوسط بسبب التشارك الكبير للأنواع الفردانية بين الكلاب والذئاب الرمادية في الشرق الأوسط، ما يشير إلى أن ذئاب الشرق الأوسط كانت مصدر كلاب المدجنة وليس ذئاب شرق آسيا. بدلًا من ذلك، قد يكون هناك مزج كبير بين بعض السلالات الإقليمية والذئاب الإقليمية. في عام 2011، وجدت دراسة أن هناك تهجينًا بين الذئب-الكلب وليس تدجينًا مستقلًا، إذ يعتبر جنوب شرق آسيا المصدر الأكثر ترجيحًا للكلاب استنادًا إلى مستوى تنوعها الجيني العالي. في عام 2012، وجدت دراسة أن جينوم النواة للكلاب اشتق من الذئاب التي نشأت في الشرق الأوسط وأوروبا.

##### آسيا الوسطى
في عام 2015، بحثت دراسة في الصبغي الجسمي وجينوم الدنا المتقدرة الأمومية وتنوع كروموسوم واي الأبوي في الكلاب الأصيلة وكلاب القرى من 38 دولة. اشتُقت بعض مجموعات الكلاب في الإقليم المداري الجديد وجنوب المحيط الهادئ بالكامل تقريبًا من الكلاب الأوروبية، بينما تظهر مناطق أخرى خلطًا واضحًا بين الكلاب الأصلية والأوروبية.